# Липотяги
Липотяги — деревня в восточной части Порховского района Псковской области. Входит в состав сельского поселения «Красноармейская волость».
Расположена в 8 км к югу от города Порхов.

## Население
Численность населения составляет 51 житель (2000 год).